# Enele Sopoaga
Enele Sopoaga (10 februari 1956) was van 2013 tot 2019 premier van Tuvalu.
Sopoaga werd verkozen in het parlement bij de verkiezingen van 2010. Hij was adjunct-premier en minister van Buitenlandse Zaken, Milieu en Arbeid in de regering van premier Maatia Toafa van september tot december 2010. Met de steun van Toafa stelde hij zich kandidaat voor het ambt van premier maar verloor de strijd tegen Willy Telavi. Tijdens diens ambtsperiode van 2010 tot 2013 was hij oppositieleider.
Op 1 augustus 2013 werd hij interim-premier, na het gedwongen aftreden van Telavi, die door gouverneur-generaal Iakoba Italeli werd afgezet. Na bevestiging door het parlement in een stemming met 8 voor en 4 tegen nam hij definitief de functie op op 5 augustus 2013. In 2019 werd hij opgevolgd door Kausea Natano.
Hij studeerde aan Oxford University in 1990 en behaalde een masterdiploma van de Universiteit van Sussex in 1994.
Hij is de jongere broer van Saufatu Sopoanga, premier van Tuvalu van 2002 tot 2004.
Toaripi Lauti · Tomasi Puapua · Bikenibeu Paeniu · Kamuta Latasi · Ionatana Ionatana · Lagitupu Tuilimu · Faimalaga Luka · Koloa Talake · Saufatu Sopoanga · Maatia Toafa · Apisai Ielemia · Maatia Toafa · Willy Telavi · Enele Sopoaga · Kausea Natano · Feleti Teo